# Karl-Heinz Förster
Karl-Heinz Förster (* 9. März 1938 in Schwerin; † 29. Januar 2017 in Berlin) war ein deutscher Mathematiker und Lehrstuhlinhaber in Oldenburg und Berlin.

## Leben und Wirken

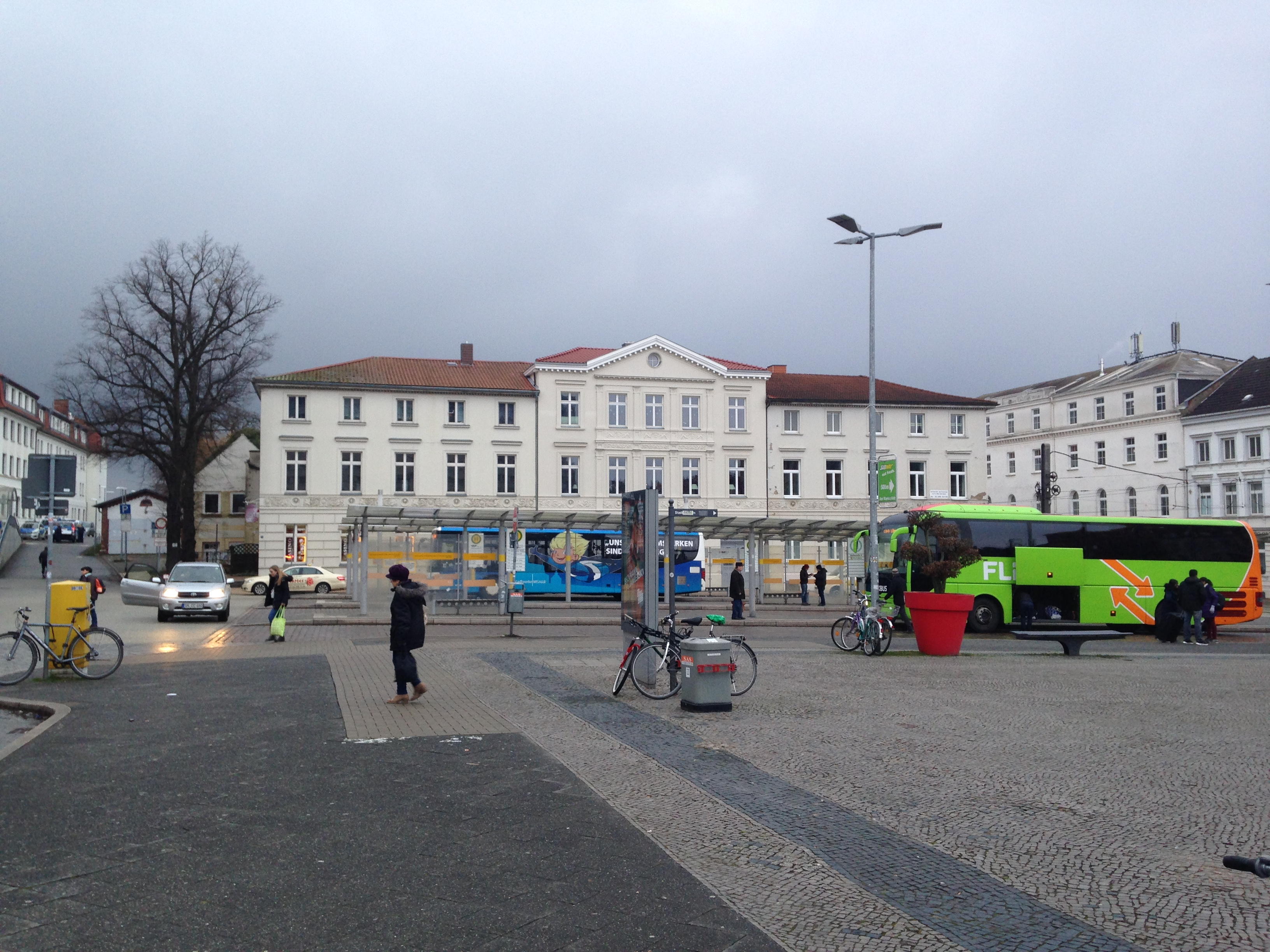
Geburtshaus Försters in Schwerin, Grunthalplatz 2

Karl-Heinz Förster wurde 1938 in Schwerin in Mecklenburg geboren. Er studierte zwei Jahre an der Martin-Luther-Universität Halle-Wittenberg und dann ab 1958 an der FU Berlin, wo er 1962 sein Diplom machte. Karl-Heinz Förster wurde 1965 an der FU Berlin bei Helmut Pachale zum Dr. rer. nat. promoviert (Dissertation: Lineare, abgeschlossene Operatoren, die analytisch von einem Parameter abhängen). 1970 habilitierte er sich dort (Habilitationsschrift: Über den Abstand der Spektren beschränkter, linearer Operatoren in der Hausdorffmetrik und Störungsmetriken für beschränkte, lineare Operatoren). Er lehrte an den Universitäten in Dortmund und Oldenburg (ordentlicher Professor für Mathematik 1973) und ab 1977 an der TU Berlin.
Karl-Heinz Förster befasste sich mit der Funktionalanalysis und Operatortheorie und begründete eine Schule der Operatortheorie an der TU Berlin. An seinem Lehrstuhl betreute er mehr als 13 Doktorarbeiten und Habilitationen. In diesem Umfeld entstand (zusammen mit Peter Jonas, später auch mit Jussi Behrndt, Christian Mehl, Carsten Trunk und Henrik Winkler) in den Jahren 2001 bis 2008 die Workshop-Reihe Krein Spaces and Applications. Dies gipfelte in der Ausrichtung des
21st International Workshop on Operator Theory and its Applications im Jahr 2010 mit 370 Teilnehmern an der TU Berlin.
Karl-Heinz Förster unterhielt langjährige wissenschaftliche Kontakte nach Israel und Ungarn. Seit 1995 gehörte er dem Herausgeberkomitee der Zeitschrift Functional Differential Equations an und er war Gründungspräsident des Fachausschusses Angewandte Operatortheorie der Gesellschaft für Angewandte Mathematik und Mechanik (GAMM).
Karl-Heinz Förster forschte unter anderem über die Spektraltheorie von Polynomen von Matrizen und Operatoren und der Theorie von Fredholm-Operatoren und Perron-Frobenius-Operatoren und Operatortheorie in Kreinräumen.

## Schriften
- mit Peter Jonas, Heinz Langer; Carsten Trunk (Hrsg.): Operator theory in inner product spaces, Birkhäuser 2007 (4th Workshop on Operator Theory in Krein Spaces and Applications, Berlin 2004)
- mit Peter Jonas, Heinz Langer (Hrsg.): Operator theory in Krein spaces and nonlinear eigenvalue problems, Birkhäuser 2006 (3rd Workshop on Operator Theory in Krein Spaces and Nonlinear Eigenvalue Problems, Berlin 2003)
- mit Jussi Behrndt, Carsten Trunk (Hrsg.): Recent Advances in Operator Theory in Hilbert and Krein Spaces, Birkhäuser 2010 (Memorial Volume devoted to Peter Jonas)
- mit Wolfgang Ahrendt, Joseph A. Ball, Jussi Behrndt, Volker Mehrmann, Carsten Trunk (Hrsg.): Spectral Theory, Mathematical System Theory, Evolution Equations, Differential and Difference Equations, Birkhäuser Springer 2012